# Шкеді
Шкеді (груз. შკედი) — село в Грузії.
За даними перепису населення 2014 року в селі проживає 140 особа.